# اختبار الشد
اختبار الشد (بالإنجليزية: Tensile testing)‏ في الهندسة الميكانيكية والهندسة المعمارية هي اختبار عياري لتعيين الخواص الرئيسة للمواد مثل حد الخضوع، ومقاومة الخضوع (مقاومة الاستطالة) وحد القطع وغيرها. هذا الاختبار يؤدي إلى كسر قطعة العينة.

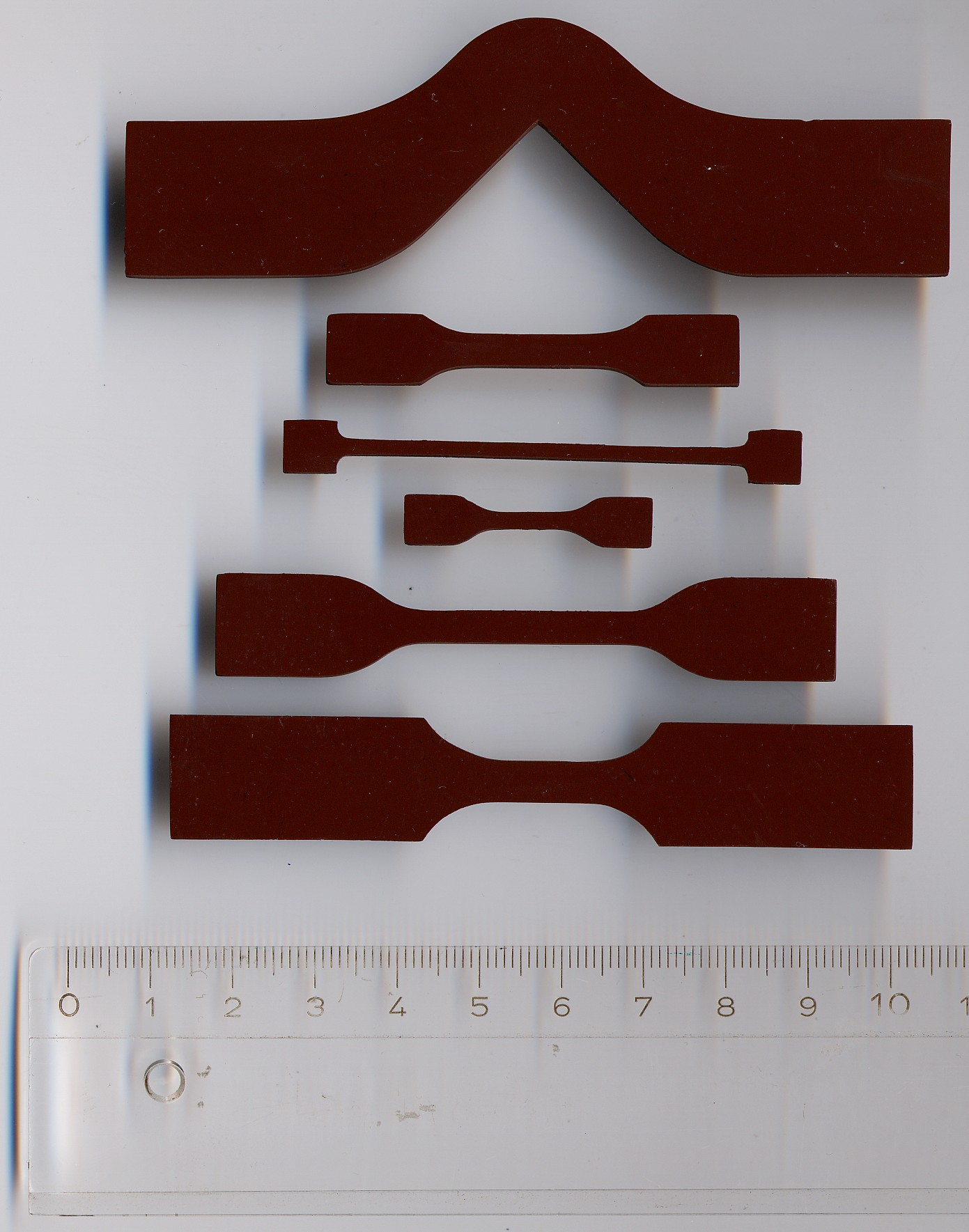
عينات مختلفة من المطاط.

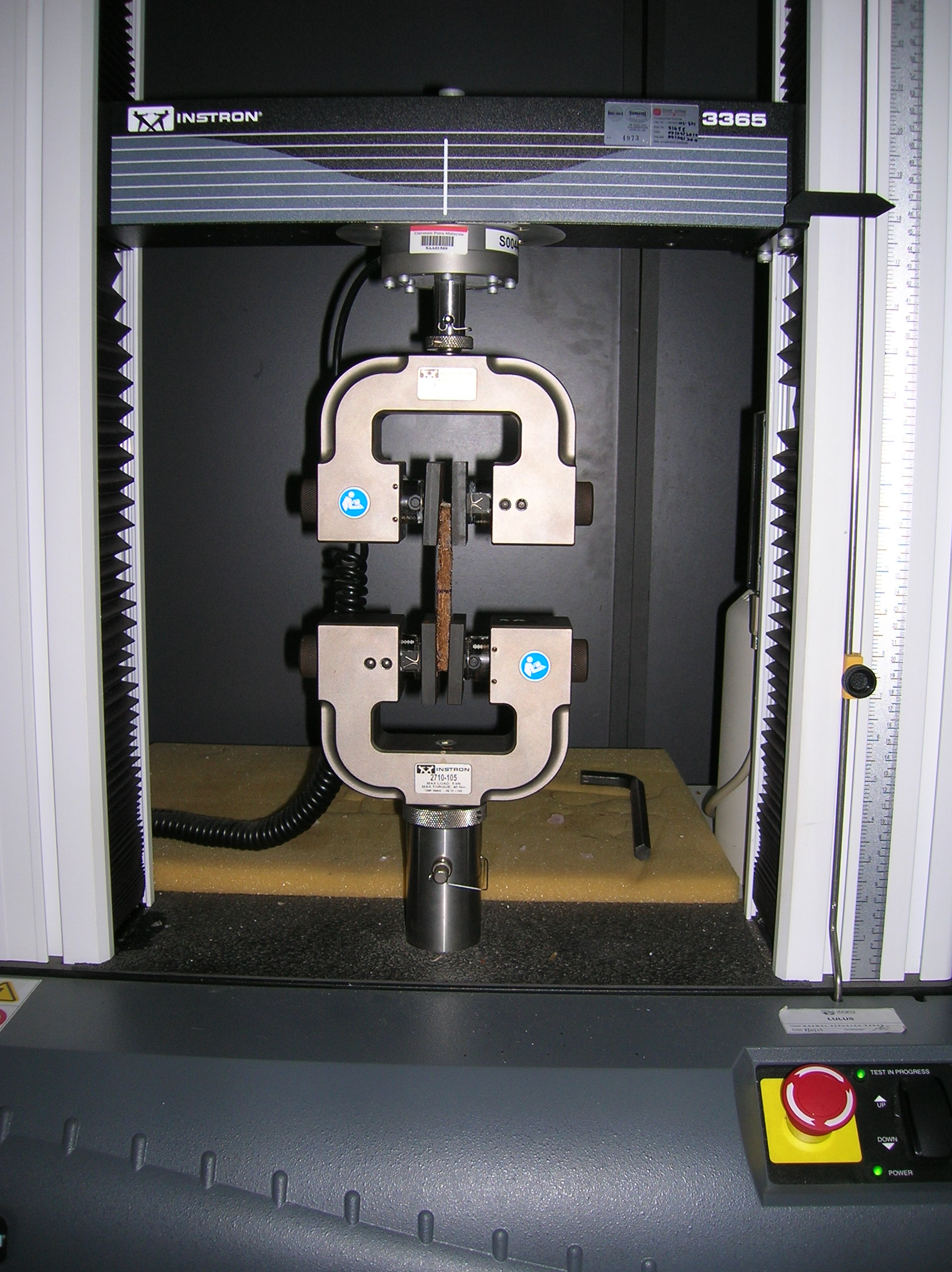
اختبار الشد.

تحضر لاختبار الشد عينة من المادة لها مقطع محدد. تعلق من طرفيها في جهاز الشد، وتسلط عليها قوة شد متزايدة حتى يحدت قطع العينة. تقاس أثناء التجربة قوة الشد {\displaystyle F} واستطالة العينة {\displaystyle \Delta L} باستمرار. ويحسب الإجهاد الميكانيكي الواقع على العينة من القوة ومقطع العينة قبل اختبارها {\displaystyle S_{0}}.
فيكون الإجهاد:
{\displaystyle \sigma _{\mathrm {n} }={\frac {F}{S_{0}}}}
من تغير طول العينة {\displaystyle \Delta L} يمكن حساب الاستطالة الكلية {\displaystyle \varepsilon _{\mathrm {t} }} بالنسبة إلى الطول الأصلي للعينة {\displaystyle L_{0}}:
{\displaystyle \varepsilon _{\mathrm {t} }={\frac {\Delta L}{L_{0}}}}
ترسم العلاقة بين تغير استطالة العينة بتزايد قوة الشد. ومن الرسم البياني يمكن استنباط الخواص الميكانيكية للمادة.

## الخواص الميكانيكية للمواد
- {\displaystyle E}: معامل يونغ
- حد المرونة
  - {\displaystyle R_{p}}: حد الاستطالة
  - {\displaystyle R_{eL}}: حد الخضوع السفلي
  - {\displaystyle R_{eH}}: حد الخضوع العلوي
- {\displaystyle R_{m}}: مقاومة الشد

## وصف اختبار الشد

شكل 1: تغير طول العينة بزيادة قوة الشد ، حد الخضوع واضح. عند Ag تنحصر العينة وينقص مقطعها ، ثم تنقطع عند نقطة A.

شكل 2: منحنى لا تظهر فيه نقطة الانتقال من الحد المرن إلى حد الخضوع.

في البدء تبين المواد منطقة مرنة للاستطالة، تكون فيها اسطالة العينة متناسبة مع قوة الشد الواقع عليها، تعود العينة إلى طولها الأصلي بعد زوال قوة الشد. الخاصية المتحكمة في تلك المنطقة هي معامل يونغ {\displaystyle E} للعينة. التغير في طول العينة يتناسب تناسبا طرديا مع قوة الشد؛ وهذا طبقا لقانون هوك.
{\displaystyle E={\frac {\Delta \sigma }{\Delta \varepsilon }}}
بتزايد قوة الشد نصل إلى حد خضوع {\displaystyle R_{eH}} لا تعود العينة إلى طولها الأصلي رغم زوال قوة الشد؛ تلك المنطقة تسمى خضوع بلاستيكي plastic Deformation ، أي خضوع مرن (أنظر الشكل).
ابتداء من تلك النقطة يعتمد شكل المنحنى على نوع المادة اعتمادا كبيرا. وكثيرا ما لا يبدي المنحنى تقوضا واضحا عند بدء الخضوع البلاستيكي (مثلما في الشكل 1). في تلك الحالة يعين حد الاستطالة
{\displaystyle R_{p}} من مقدار الاستطالة (وغالبا يؤخذ حد الخضوع البلاستيكي {\displaystyle R_{p0,2}} عند استطالة مقدارها 0,2 %).
المنحنى في الشكل 1 مأخوذ لعينة من الفولاذ من نوع فريت-برليت تتميز بوضوح تأثير قوة الشد عليها. وبالنسبة إلى مواد غير معدنية مثل البلاستيك والسيراميك فهي تبين مسارات أخرى لمنحنى الشد، حيث أن الخضوع البلاستيكي للمعادن يكون مصحوبا بتغيرات في البنية البلورية للمعدن (عيوب بلورية). يحدث في المواد غير المعدنية - عند بقاء تغيير في شكلها عقب تسليط قوة شد عليها - انفصال لبعض الربطات وكذلك تكوين لربطات جديدة في مركباتها.
ولكن السمة الثابتة في المواد بعد تعديتها حد المرونة هو أن شكلها يتغير رغم زوال قوة الشد من عليها. ويختفي جزء المرونة {\displaystyle \varepsilon _{\mathrm {e} }} من التغير البلاستيكي الكلي {\displaystyle \varepsilon _{\mathrm {t} }} الذي يتبقى.
{\displaystyle \varepsilon _{\mathrm {t} }=\varepsilon _{\mathrm {e} }+\varepsilon _{\mathrm {pl} }}
تعين قمة منحنى الشد صفة هامة من خواص المواد، وهي مقاومة الشد
{\displaystyle R_{m}} . وقيمة الاستطالة عنده هو «استطالة معتدلة أو منتظمة» حيث أن العينة لا ينحصر مقطعها حتى تلك المنطقة. وعند نقطة انقطاع العينة يمكن تعيين «استطالة الانقطاع» A للمادة.

## إجراء اختبار الشد

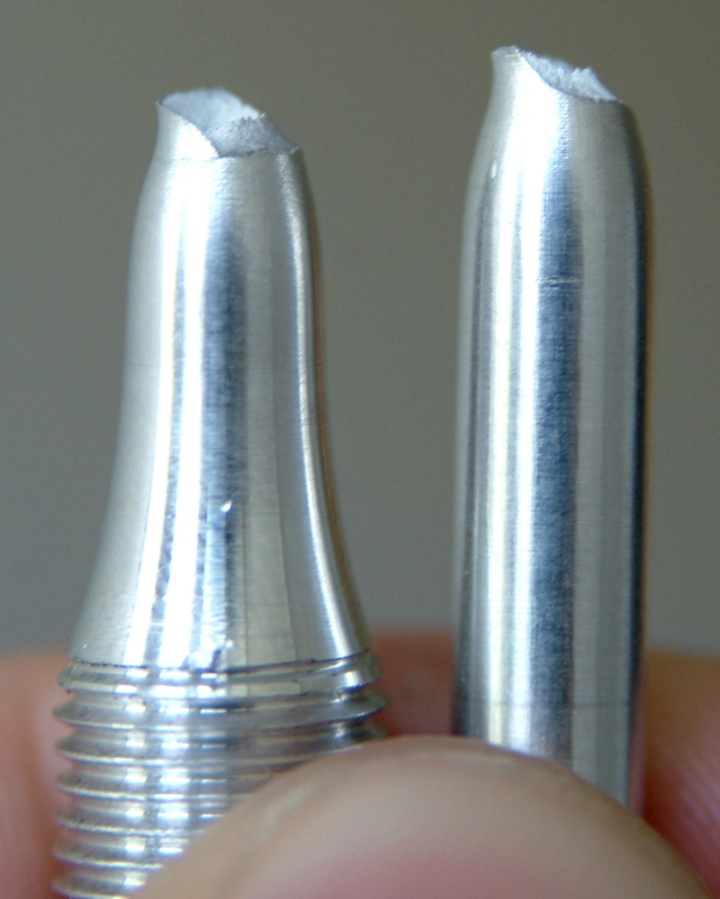
شكل 3: عينة من سبيكة AlMgSi بعد اختبار القطع.

خلال التجربة يقاس عادة كل من مقطع العينة وطولها الفعال، ومنهما يعين الإجهاد والاستطالة. وفي التطبيقات التقنية يقاس المقطع الابتدائي {\displaystyle S_{0}} للسهولة والطول البتدائي {\displaystyle L_{0}} وتسجل قيم الاستطالة.
وتعادل مقاومة الشد الحد الأقصى للشد التي تتحمله العينة ويتم تعيينها لاعتمادها على مقطع العينة. وبعد تعدية نقط مقاومة الشد فيقال عن المادة أنها قد فشلت أو اختلت حيث أن انكسار أحد أجزاء آلة لا يمكن تلافيه بعد تعدية نقطة مقاومة الشد.

## اقرأ أيضاً
- خضوع (خواص المواد)
- حد خضوع
- معامل يونغ
- حد قطع